# Eurina rotunda
Eurina rotunda är en tvåvingeart som beskrevs av Yang 1995. Eurina rotunda ingår i släktet Eurina och familjen fritflugor.
Artens utbredningsområde är Zhejiang (Kina). Inga underarter finns listade i Catalogue of Life.